# Olsiewicze (przystanek kolejowy)
Olsiewicze (biał. Альсевічы, ros. Ольсевичи) – przystanek kolejowy w miejscowości Olsiewicze, w rejonie baranowickim, w obwodzie brzeskim, na Białorusi. Leży na linii Moskwa - Mińsk - Brześć.